# Доњи Вукшићи
Доњи Вукшићи су насељено мјесто града Врбовског, у Горском котару, у Приморско-горанској жупанији, Република Хрватска.

## Географија
Доњи Вукшићи се налазе око 12 км сјеверозападно од Врбовског.

## Становништво
Према попису становништва из 2011. године, насеље Доњи Вукшићи је имало 13 становника.
| Националност       | 1991. | 1981. | 1971. | 1961. |
| Срби               | 12    | 4     | 11    | 17    |
| Југословени        | 1     | 5     |       |       |
| остали и непознато |       |       |       |       |
| Укупно             | 13    | 9     | 11    | 17    |

| Демографија | Демографија | Демографија |
| Година      | Становника  | Становника  |
| ----------- | ----------- | ----------- |
| 1961.       | 17          |             |
| 1971.       | 11          |             |
| 1981.       | 9           |             |
| 1991.       | 13          |             |
| 2001.       | 12          |             |
| 2011.       |             | 13          |